# Henri Cartier-Bresson

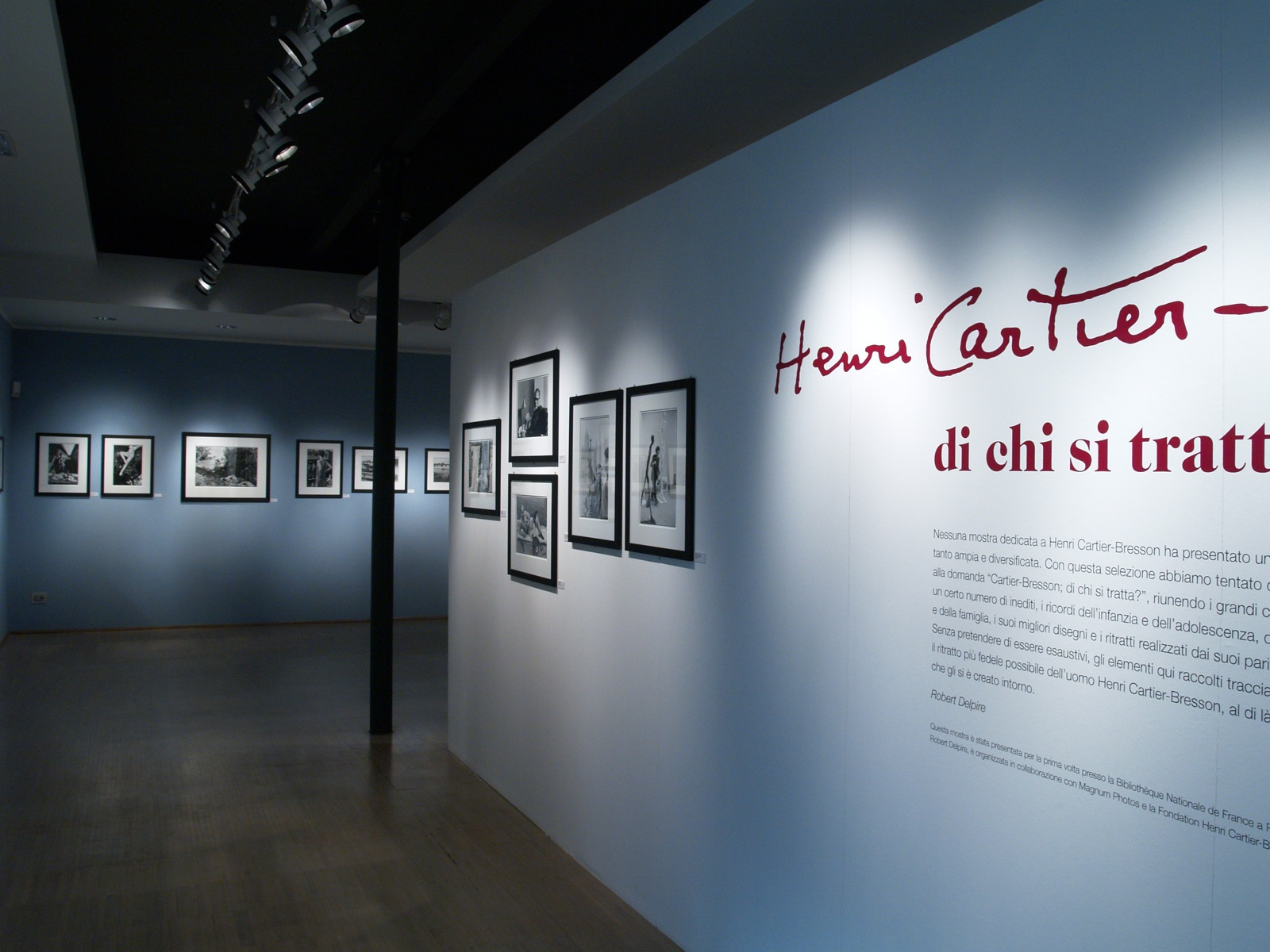
Bressonova výstava v Miláně, 2007

Henri Cartier-Bresson (22. srpna 1908 – 3. srpna 2004) byl francouzský fotograf považovaný za zakladatele moderní fotožurnalistiky. Jeho přístup k zachycení „rozhodujícího okamžiku“ ovlivnil mnoho následujících generací fotografů. Tak jako Willy Ronis a Robert Doisneau se řadí k francouzskému hnutí tzv. fotografického humanismu.

## Život a dílo

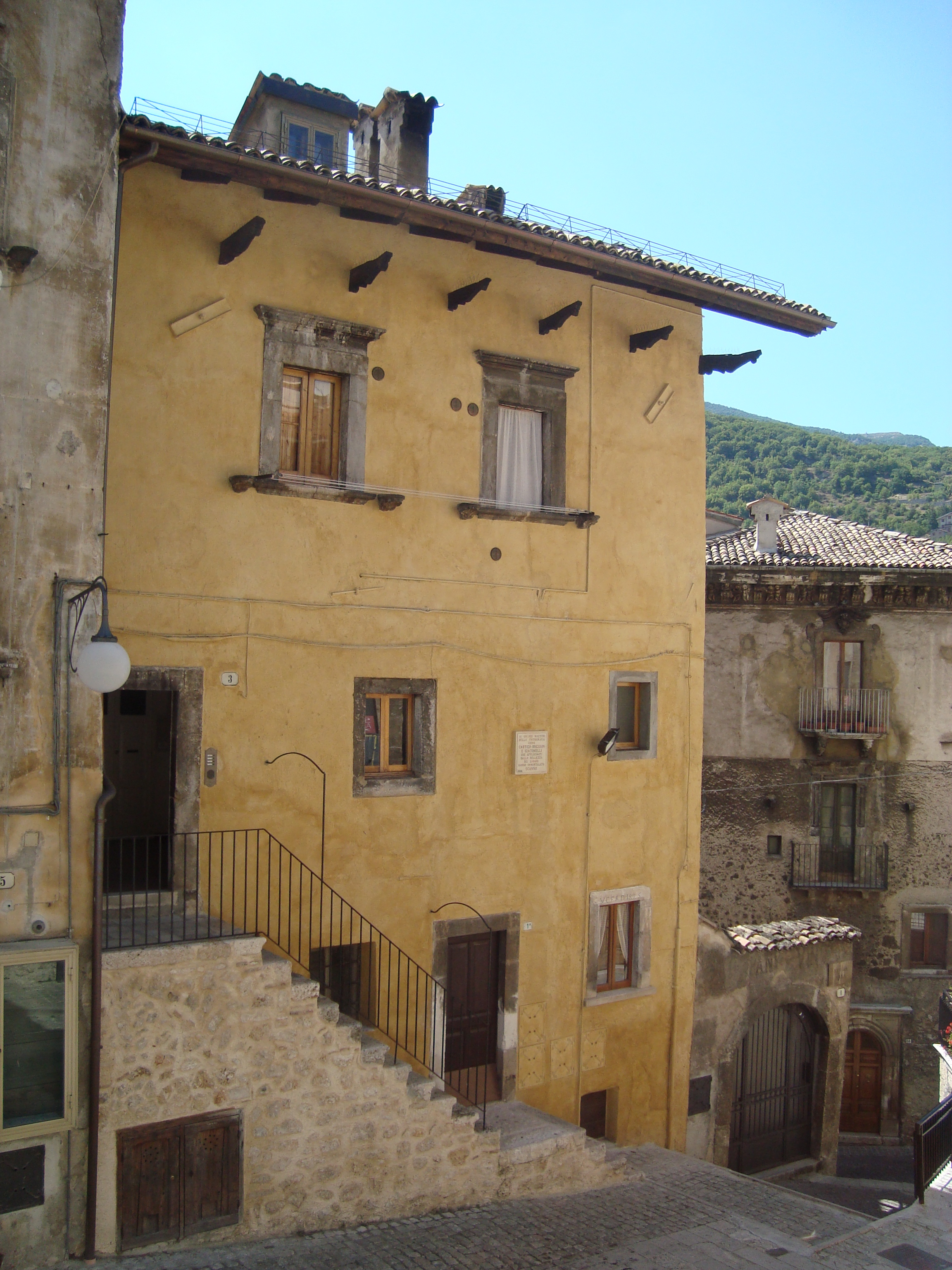
Dům Cartier-Bressona v italském Scanno, region Abruzzo

### Dětství
Henri Cartier-Bresson se narodil 22. srpna 1908 ve městě Chanteloup-en-Brie, nedaleko Paříže, jako nejstarší z pěti dětí. Jeho otec vlastnil textilní továrnu, matčina rodina obchodovala s bavlnou a vlastnila pozemky v Normandii, kde mladý Bresson strávil i část dětství. Později jeho rodina žila v prominentní rezidenční čtvrti v Paříži a podporovala ho v jeho zájmu o umění a fotografii. Jako malý chlapec vlastnil fotoaparát Box Brownie, používal ho k fotografování prázdninových snímků, později experimentoval s 3×4 palcovým formátem.

### Studia
Vystudoval École Fénelon a katolickou školu v Paříži. Postupně se u něj probouzel velký zájem o malířství, ve kterém ho podporoval jeho strýc Louis. Zasvětil ho do základů olejomalby, jeho lekce však netrvaly dlouho, protože umřel v první světové válce.
V roce 1927 jako 19letý získal Bresson stipendium na soukromé umělecké škole Lhote Academy pařížského kubistického malíře a sochaře, uměleckého kritika a velkého propagátora moderního umění Andrého Lhote. Bresson také studoval malířství u portrétisty Jacquese Emile Blanche. V této době četl Dostojevského, Schopenhauera, Rimbauda, Nietzscheho, Freuda, Prousta, Hegela, Engelse, Marxe a další. André Lhote často bral své žáky do galerie Louvre a dalších pařížských galerií, aby studovali díla klasických i moderních umělců. Ačkoliv Bresson postupně začínal nesouhlasit s Lhoteho přístupem k umění, jeho precizní teoretické znalosti mu později pomohly s kompozičními a formálními problémy ve fotografii. Ve dvacátých letech minulého století přišlo surrealistické hnutí a s ním i nové pojetí v umění a také fotografii, pro Henri Cartier-Bressona byl surrealismus fascinující. Umělecky dozrával v bouřlivém kulturním a politickém prostředí, uvědomoval si výše uvedené způsoby a teorie, ale nemohl najít cestu k jejich vyjádření ve svých obrazech. Byl frustrován svými experimenty a postupně zničil velkou část svých raných děl.
V letech 1928 až 1929 navštěvoval Univerzitu v Cambridgi, kde studoval anglické umění a literaturu. V roce 1930 nastoupil povinnou vojenskou službu v Le Bourget nedaleko Paříže.

### Fascinace fotografií

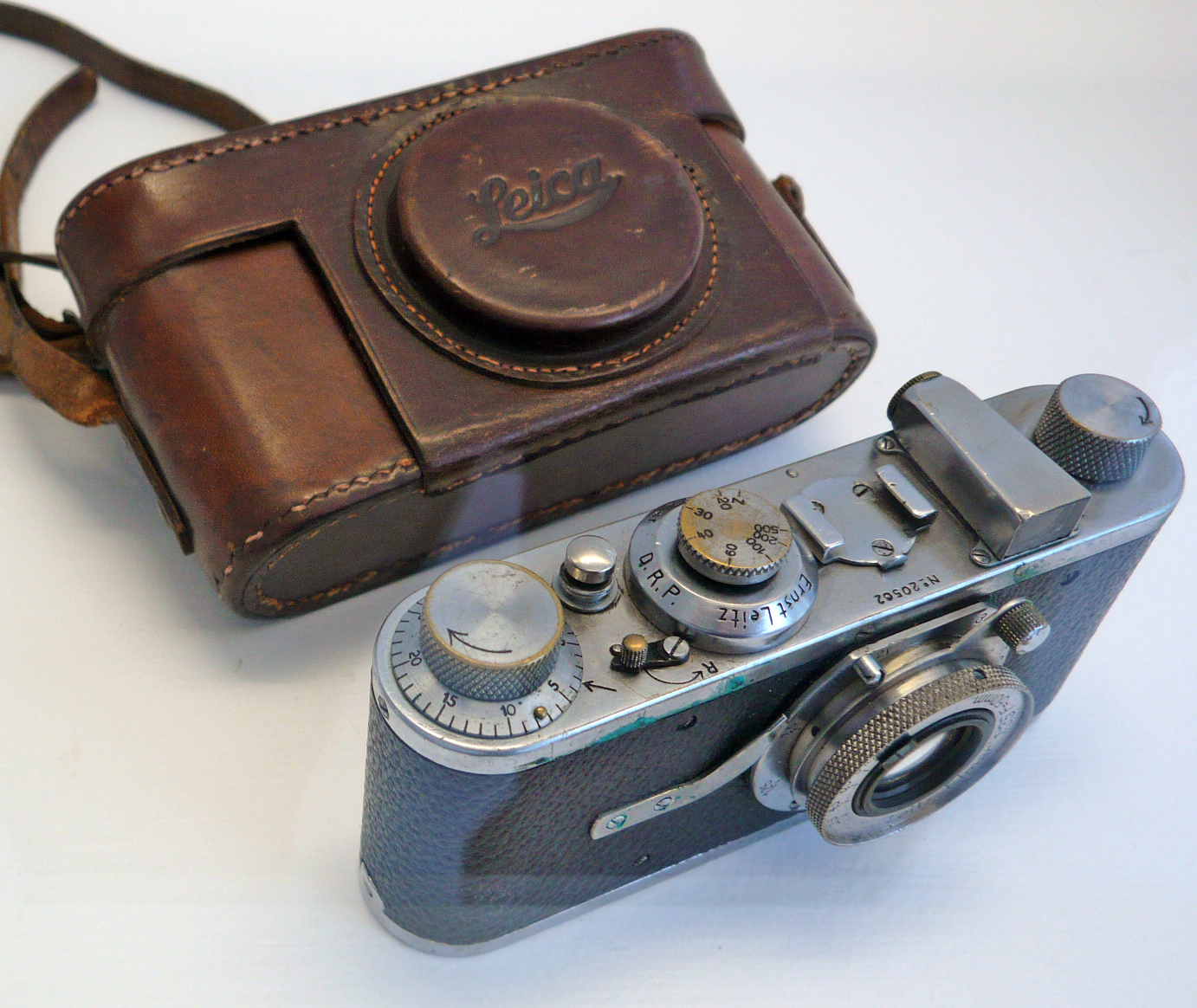
První Bressonova Leica

Po absolvování vojenské služby a pod vlivem Conradovy knihy Srdce temnoty, odjel hledat dobrodružství do Afriky na Pobřeží slonoviny, zde se živil jako lovec, onemocněl však malárií, na kterou skoro zemřel. Přestože s sebou měl malý fotoaparát, menší než Box Brownie, tropické podnebí přežilo pouze 7 fotografií.
Po návratu do Francie se Bresson zotavoval v Marseille a prohloubil své vztahy se surrealisty. Velice ho ovlivnila fotografie maďarského reportéra Martina Munkácsiho „Three boys at Lake Tanganyika“ na níž se autorovi podařilo zachytit svobodu, spontánnost a přirozenost pohybu tří nahých afrických chlapců běhajících ve vlnách jezera. Fotografie ho inspirovala natolik, že skončil s malířstvím a začal se plně věnovat fotografii, pořídil si svůj první fotoaparát značky Leica s 50 mm objektivem a ten se mu stal společníkem na mnoho dalších let. Popisoval ho jako své další externí oko. Anonymita, kterou mu malý fotoaparát poskytoval v davu byla podstatná v překonávání zábran nebo nepřirozeného chování fotografovaných. Leica mu otevřela nové možnosti ve fotografii, schopnost zachytit svět v jeho aktuálním stavu pohybu a proměny.
Cestoval a fotografoval v Berlíně, Bruselu, Varšavě, Praze, Budapešti, Madridu. Jeho fotografie byly poprvé vystaveny v Galerii Julien Levy v New Yorku v roce 1932 a následně v Ateneo Clubu v Madridu.
V roce 1932 Bresson potkal mladého polského intelektuála a fotografa Davida Szymina, nazývaného “Chim” (jeho jméno bylo těžko vyslovitelné, proto si později jméno změnil na David Seymour). Tito dva měli mnoho společného, prostřednictvím Chima se Bresson seznámil i s maďarským fotografem Endré Friedmannem, který si později změnil jméno na Robert Capa. V té době sdíleli společný fotoateliér.
| „                       | Prvních 10 000 fotografií je nejhorších. | “ |
| — Henri Cartier-Bresson |                                          |   |

V roce 1934 odjel do Mexika s etnografickou expedicí a v roce 1935 vystavoval své fotografie společně s Manuelem Alvarezem Bravo v Palacio de Bellas Artes de Mexico. Část roku 1935 trávil v USA a poprvé fotografoval New York. V USA také poprvé experimentoval s filmem, jako asistent Paula Stranda. V roce 1936 se již podílel jako 2. asistent na filmu Jeana Renoira „A Day in the Country“. V roce 1937 natočil svůj první dokumentární film z prostředí španělských nemocnic o lékařích a zraněných v době španělské občanské války „Return to Life“.
V roce 1937 se Henri Cartier-Bresson oženil s tanečnící jávského původu Ratnou Mohini. V letech 1937 až 1939 pracoval jako fotograf pro francouzský komunistický večerník Ce Soir. Společně s Chimem a Capou se sice cítili jako levičáci, ale do komunistické strany nikdy nevstoupili.
Do jeho osudu citelně zasáhla válka. Vstoupil do francouzské armády, ale v roce 1940 ho zajali Němci a strávil 35 měsíců v zajateckém táboře. V únoru 1943 se mu podařilo na třetí pokus uprchnout ze zajetí a po návratu do Francie aktivně pracoval pro MNPGD, tajnou organizaci poskytující pomoc zajatcům a uprchlíkům. Spolu s dalšími fotografy dokumentoval osvobození Paříže. Po uzavření příměří byl požádán Americkým úřadem pro válečné informace o natočení dokumentu „The Return“ o návratu válečných vězňů a uprchlíků.
Pro edici Braun pořídil sérii fotografických portrétů známých umělců a spisovatelů (Matisse, Picassa, Braqua, Bonnarda, Claudela, Rouaulta a dalších). Během roku 1946 spolupracoval na přípravě retrospektivní výstavy svých prací pro Muzeum moderního umění (MoMA) v New Yorku (retrospektivní proto, že byl v USA po válce považován za mrtvého) a cestoval po USA společně s Johnnem Malcolmem Brinninem.

### Agentura Magnum

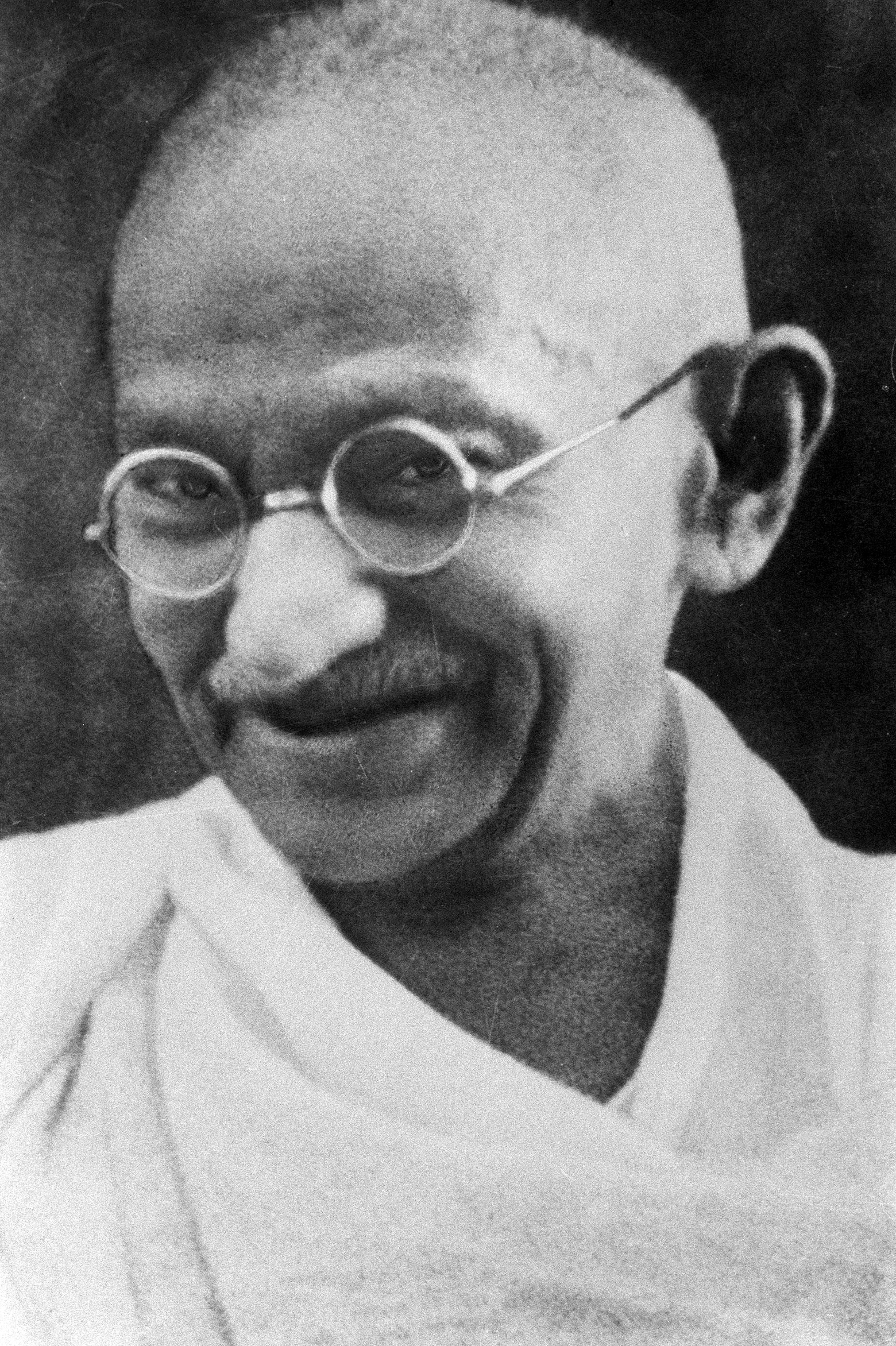
Mahátma Gándhí, třicátá léta 20. století (ilustrační fotografie)

Na jaře roku 1947 založil společně s Robertem Capou, Davidem Seymourem (Chimem), Williamem Vandivertem a Georgem Rodgerem uměleckou reportážní agenturu Magnum Photos, která se stala pověstnou institucí zaměstnávající mnohé velké talenty. Magnum dodávalo pro světový tisk aktuální reportážní fotografie. Léta 1948–50 proto trávil cestováním po dalekém východě, Indii, Číně a Indonésii. Fotografoval Gándhího pohřeb, čínskou občanskou válku, boj o nezávislost v Indonésii. V roce 1952 vydal svoji první publikaci „The Decisive Moment“. Byl prvním fotografem západního bloku, který mohl volně fotografovat v SSSR.
V roce 1955 poprvé vystavoval ve Francii v Pavillon de Marsan v Louvre a tato výstava poté putovala po celém světě. Během let 1958–67 znovu navštívil Čínu, Mexiko, poprvé také navštíví Kubu a Japonsko a vrátil se do Indie.

### Návrat k malířství
V roce 1966 odešel z vedení Agentury Magnum, soustředil se na malování, ale pokračoval i ve fotografování portrétů a krajin. V roce 1967 se rozvedl se svojí první ženou tanečnicí Ranou “Elie” a v roce 1970 si vzal o 30 let mladší fotografku Martinu Franckovou, v květnu 1972 se jim narodila dcera Melanie a Bresson se definitivně věnoval pouze malování. V roce 1975 poprvé vystavoval svoje obrazy v Carlton Gallery v New Yorku. V roce 2000 společně se svojí ženou Martinou Franckovou a dcerou Mélanie plánovali založení nadace Henriho Cartier-Bressona, která by spravovala jeho dílo a zároveň poskytovala výstavní prostor a zázemí ostatním umělcům.
V roce 2003 byla nadace Henri Cartier-Bressona slavnostně ustavena. Henri Cartier-Bresson umřel 3. srpna 2004 v Céreste ve věku 95 let.

## Henri Cartier-Bresson – fotograf
Henri Cartier-Bresson používal výhradně fotoaparát Leica, formát 35 mm s objektivem 50 mm. To, že fotografuje, chtěl mnohokrát skrýt a aby na sebe příliš neupozorňoval, přelepil si lesklé části na těle fotoaparátu černými páskami. Nikdy nefotografoval s bleskem, tvrdil, že je to stejné jako přijít na koncert s pistolí v ruce. Fotografoval především na černobílý materiál. Věřil v utváření fotografie ve fotoaparátu a ne ve fotokomoře.
Jeho snímky ilustrují spíše všeobecné pojmy, jako je radost, štěstí, bolest, smutek, bída, mládí, stáří, krása a podobně, a pod nimi se skrývající lidský úděl. Fotografování pro něj bylo především humanistickou disciplínou. Ani v těch nejtragičtějších situacích i uprostřed největší chudoby neztráceli bezejmenní hrdinové na jeho fotografiích svoji hrdost, důstojnost a lidskou velikost.
Mezi jeho nejznámější fotografii patří Muž, který skáče přes kaluži.

## Publikace
- 1947: The Photographs of Henri Cartier-Bresson. Text Lincoln Kirstein, Museum of Modern Art, New York.
- 1952: The Decisive Moment. Text a foto Henri Cartier-Bresson. Přebal Henri Matisse. Simon & Schuster, New York. Francouzské vydání.
- 1954: Les Danses à Bali. Text Antonin Artaud v Balinese theater a komentář Béryl de Zoete Delpire, Paříž. Německé vydání.
- 1955: The Europeans. Text a foto Henri Cartier-Bresson. Přebal Joan Miro. Simon & Schuster, New York. Francouzské vydání.
- 1955: People of Moscow. Thames and Hudson, Londýn. Francouzské, německé a italské vydání.
- 1956: China in Transition. Thames and Hudson, Londýn. Francouzské, německé a italské vydání.
- 1958: Henri Cartier-Bresson: Fotografie. Text: Anna Fárová. Státní nakladatelství krásné, Praha a Bratislava.
- 1963: Photographs by Henri Cartier-Bresson. Grossman Publisher, New York. Francouzské, anglické, japonské a švýcarské vydání.
- 1964: China. Photographs and notes on fifteen months spent in China. Text Barbara Miller. Bantam Books, New York. Francouzské vydání.
- 1966: Henri Cartier-Bresson and the Artless Art. Text Jean-Pierre Montier. Translated from the French L'Art sans art d'Henri Cartier-Bresson by Ruth Taylor. Bulfinch Press, New York.
- 1968: The World of HCB. Viking Press, New York. Francouzské, německé a švýcarské vydání.
- 1969: Man and Machine. Commissioned by IBM. Francouzské, německé, italské a španělské vydání.
- 1970: France. Text François Nourissier. Thames and Hudson, Londýn. Francouzské a německé vydání.
- 1972: The Face of Asia. Úvod: Robert Shaplen. Vydal: John Weatherhill (New York a Tokyo) a Orientations Ltd. (Hong Kong). Francouzské vydání.
- 1973: About Russia. Thames and Hudson, Londýn. Francouzské, německé a švýcarské vydání.
- 1976: Henri Cartier-Bresson. Texty: Henri Cartier-Bresson. History of Photography Series. Francouzské, německé, japonské a italské vydání.
- 1979: Henri Cartier-Bresson Photographer. Text Yves Bonnefoy. Bulfinch, New York. Francouzské, anglické, německé, japonské a italské vydání.
- 1983: Henri Cartier-Bresson. Ritratti. Text: André Pieyre de Mandiargues a Ferdinando Scianna. Coll. „I Grandi Fotografi“. Gruppo Editoriale Fabbri, Milán. Anglické a španělské vydání.
- 1985: Henri Cartier-Bresson en Inde. Úvod: Satyajit Ray, fotografie a poznámky: Henri Cartier-Bresson. Text Yves Véquaud. Centre national de la photographie, Paříž, anglické vydání.
  - Photoportraits. Text: André Pieyre de Mandiargues. Thames and Hudson, Londýn. Francouzské a německé vydání.
- 1987: Henri Cartier-Bresson. The Early Work. Text: Peter Galassi. Museum of Modern Art, New York. Francouzské vydání.
  - Henri Cartier-Bresson in India. Úvod: Satyajit Ray, fotografie a poznámky: Henri Cartier-Bresson, texty: Yves Véquaud. Thames and Hudson, Londýn. Francouzské vydání.
- 1989: L'Autre Chine. Úvod: Robert Guillain. Collection Photo Notes. Centre National de la Photographie, Paříž.
  - Line by Line. Henri Cartier-Bresson’s drawings. Úvod: Jean Clair a John Russell. Thames and Hudson, Londýn. Francouzské a německé vydání.
- 1991: America in Passing. Úvod: Gilles Mora. Bulfinch, New York. Francouzské, anglické, německé, italské, portugalské a dánské vydání.
  - Alberto Giacometti photographié par Henri Cartier-Bresson. Texty: Henri Cartier-Bresson a Louis Clayeux. Franco Sciardelli, Milán.
- 1994: A propos de Paris. Text Véra Feyder a André Pieyre de Mandiargues. Thames and Hudson, Londýn. Francouzské, německé a japonské vydání.
  - Double regard. Drawings and photographs. Text: Jean Leymarie. Amiens : Le Nyctalope. Francouzské a anglické vydání.
  - Mexican Notebooks 1934–1964. Text Carlos Fuentes. Thames and Hudson, Londýn. Francouzské, italské, a německé vydání.
  - L'Art sans art. Text: Jean-Pierre Montier. Vydal: Flammarion, Paříž. Anglické, německé a italské vydání.
- 1996: L'Imaginaire d'après nature. Text: Henri Cartier-Bresson. Fata Morgana, Paris. Americké a německé vydání.
- 1997: Europeans. Text Jean Clair. Thames and Hudson, Londýn. Francouzské, německé, italské a portugalské vydání.
- 1998: Tête à tête. Text: Ernst H. Gombrich. Thames & Hudson, Londýn. Francouzské, německé, italské a portugalské vydání.
- 1999: The Mind's Eye. Text: Henri Cartier-Bresson. Aperture, New York. Francouzské a německé vydání.
- 2001: Landscape Townscape. Text: Erik Orsenna a Gérard Macé. Thames and Hudson, Londýn. Francouzské, německé a italské vydání.
- 2003: The Man, the Image and the World. Text: Philippe Arbaizar, Jean Clair, Claude Cookman, Robert Delpire, Jean Leymarie, Jean-Noel Jeanneney, Serge Toubiana. Thames and Hudson, Londýn 2003. Německé, francouzské, korejské, italské a španělské vydání.
- 2006: An Inner Silence: The portraits of Henri Cartier-Bresson, text: Agnès Sire a Jean-Luc Nancy. Thames and Hudson, New York.

## Filmografie
Henri Cartier-Bresson byl druhým asistentem režiséra Jeana Renoira
- 1936: La vie est à nous and Une partie de campagne
- 1939: La Règle du Jeu

### Filmy, které režíroval Henri Cartier-Bresson
- 1937 – Victoire de la vie. Documentary on the hospitals of Republican Spain: Délka: 49 minut. Černobílý.
- 1938 – L’Espagne Vivra. Documentary on the Spanish Civil War and the post-war period. Délka: 43 minut a 32 sekund. Černobílý.
- 1944 – 45 Le Retour. Documentary on prisoners of war and detainees. Délka: 32 minut a 37 sekund. Černobílý.
- 1969 – 70 Impressions of California. Délka: 23 minut a 20 sekund. Barevný.
- 1969 – 70 Southern Exposures. Délka: 22 minut a 25 sekund. Barevný.

### Filmy vycházející z fotografií Henri Cartier-Bressona
- 1956 – A Travers le Monde avec Henri Cartier-Bresson. Režie Jean-Marie Drot a Henri Cartier-Bresson. Délka: 21 minut. Černobílý.
- 1963 – Midlands at Play and at Work. Produkce ABC Television, Londýn. Délka: 19 minut. Černobílý.
- 1963 – 65 Five fifteen-minute films on Germany for the Süddeutscher Rundfunk, Mnichov.
- 1967 – Flagrants délits. Režie Robert Delpire. Original music score by Diego Masson. Delpire production, Paris. Délka: 22 minut. Černobílý.
- 1969 – Québec vu par Cartier-Bresson / Le Québec as seen by Cartier-Bresson. Režie Wolff Kœnig. Produkce Canadian Film Board. Délka: 10 minut. Černobílý.
- 1970 – Images de France.
- 1991 – Contre l'oubli, černobílý.
- 1992 – Henri Cartier-Bresson dessins et photos. Režie: Annick Alexandre. Produkce FR3 Dijon, komentář umělce. Délka: 2 minuty a 33 sekund, barevný.
- 1997 – Série „100 photos du siècle“: L'Araignée d'amour: vysíláno na Arte. Produkce Capa Télévision. Délka: 6 minut a 15 sekund, barevný.

### Filmy o Henri Cartier-Bressonovi
- Henri Cartier-Bresson: The Impassioned Eye (72 minut, 2006. Late interviews with Cartier-Bresson.)

## Stálé expozice prací Cartier-Bressona
- Francouzská národní knihovna, Paříž, Francie
- Maison européenne de la photographie, Paříž, Francie
- Musée Carnavalet, Paříž, Francie

- De Menil Collection, Houston, Texas, USA
- Victoria and Albert Museum, Londýn, Velká Británie
- Muzeum moderního umění, New York, USA
- Institut umění v Chicagu, Illinois, USA[6]
- Muzeum J. Paula Gettyho, Los Angeles, Kalifornie, USA
- Institute for Contemporary Photography, New York, USA
- The Philadelphia Art Institute, Filadelfie, Pensylvánie, USA
- Muzeum umění Houston, Houston, USA
- Kahitsukan Kyoto Museum of Contemporary Art, Kjóto, Japonsko
- University of Fine Arts, Ósaka, Japonsko
- Telavivské muzeum umění, Tel Aviv, Izrael
- Muzeum moderny, Švédsko

## Výstavy
- 1933 Cercle Atheneo, Madrid, Španělsko
- 1933 Julien Levy Gallery, New York, USA
- 1934 Palacio de Bellas Artes, Mexiko
- 1947 Museum of Modern Art, New York, USA; Martin-Gropius-Bau, Berlín, Německo; Museum of Modern Art, Řím, Itálie; Dean Gallery, Edinburk, Spojené království; Museum of Modern Art, New York, USA; Museo Nacional de Bellas Artes, Santiago, Chile
- 1952 Institute of Contemporary Art, Londýn, Spojené království
- 1955 Retrospektive – Musée des arts décoratifs, Paříž, Francie
- 1956 Photokina, Kolín nad Rýnem, Německo
- 1963 Photokina, Kolín nad Rýnem, Německo
- 1964 Philipps Collection, Washington, D.C.
- 1965–1967 2nd retrospective, Tokio, Japonsko, Musée des arts décoratifs, Paříž, Francie, New York, USA, Londýn, Spojené království, Amsterdam, Nizozemsko, Řím, Itálie, Curych, Švýcarsko, Kolín nad Rýnem, Německo a jinde.
- 1970 En France – Grand Palais, Paříž, Francie, později USA, SSSR, Austrálie a Japonsko
- 1974 Exhibition about the USSR, International Center of Photography, New York, USA.
- 1974–1997 Galerie Claude Bernard, Paříž, Francie
- 1975 Carlton Gallery, New York, USA
- 1975 Galerie Bischofberger, Curych, Švýcarsko
- 1980 Portraits – Galerie Eric Franck, Ženeva, Švýcarsko
- 1981 Musée d'art moderne de la Ville de Paris, Francie
- 1981 Retrospective – Musée d'art de la Ville en France
- 1982 Hommage a Henri Cartier-Bresson – Centre national de la photographie, Palais de Tokyo, Paříž, Francie
- 1983 Printemps Ginza – Tokio, Japonsko
- 1984 Osaka University of Arts, Japonsko
- 1984–1985 Paris à vue d’oil – Musée Carnavalet, Paříž, Francie
- 1985 Henri Cartier. Bresson en Inde – Centre national de la photographie, Palais de Tokyo, Paříž, Francie
- 1985 Museo de Arte Moderno de México, Mexico
- 1986 Institute français de Stockholm
- 1986 Pavillon d'Arte contemporanea, Milán, Itálie
- 1986 Tor Vergata University, Řím, Itálie
- 1987 Museum of Modern Art, Oxford, Spojené království
- 1987 Early Photographs – Museum of Modern Art, New York, USA
- 1988 Institute français, Athény, Řecko
- 1988 Palais Lichtenstein, Vídeň, Rakousko
- 1988 Salzburger Landessammlung, Salcburk, Rakousko
- 1989 Kaple v École nationale supérieure des beaux-arts, Paříž, Francie
- 1989 Fondation Pierre Gianadda, Martigny, Švýcarsko
- 1989 Mannheimer Kunstverein, Mannheim, Německo
- 1989 Printemps Ginza, Tokio, Japonsko
- 1990 Galerie Arnold Herstand, New York, USA
- 1991 Taipei Fine Arts Museum, Tchaj-wan
- 1992 Centro de Exposiciones, Zaragoza a Logrono, Španělsko
- 1992 Hommage à Henri Cartier-Bresson – International Center of Photography, New York, USA
- 1992 L'Amérique – FNAC, Paříž, Francie
- 1992 Musée de Noyers-sur-Serein, Francie
- 1992 Palazzo San Vitale, Parma, Itálie
- 1993 Photo Dessin – Dessin Photo, Arles, Francie
- 1994 Dessins e première photos – La Caridad, Barcelona, Španělsko
- 1995 Dessins e Hommage à Henri Cartier-Bresson – CRAG Centre régional d’art contemporain Valence, Drome, Francie
- 1996 Henri Cartier-Bresson: Pen brush and Cameras – The Minneapolis Institute of Arts, USA
- 1997 De Européenne – Maison européenne de la photographie, Paříž, Francie
- 1997 Henri Cartier-Bresson, dessins – Musée des Beaux-Arts, Montreal, Kanada
- 1998 Galerie Beyeler, Basilej, Švýcarsko
- 1998 Galerie Löhrl, Mönchengladbach, Německo
- 1998 Howard Greenberggh Gallery, New York, USA
- 1998 Kunsthaus Zürich, Curych, Švýcarsko
- 1998 Kunstverein für die Rheinlande und Westfalen, Düsseldorf, Německo
- 1998 Line by Line – Royal College of Art, Londýn, Spojené království
- 1998 Tete à Tete – National Portrait Gallery, Londýn, Spojené království
- 1998–1999 Photographien und Zeichnungen - Baukunst Galerie, Kolín nad Rýnem, Německo
- 2003–2005 Retrospective, Bibliothèque nationale de France, Paříž, Francie; La Caixa, Barcelona, Španělsko; Martin-Gropius-Bau, Berlín, Německo; Museum of Modern Art, Řím, Itálie; Dean Gallery, Edinburgh, Spojené království; Museum of Modern Art, New York, USA; Museo Nacional de Bellas Artes, Santiago, Chile
- 2004 Baukunst Galerie, Kolín nad Rýnem, Německo
- 2004 Martin-Gropius-Bau, Berlín, Německo
- 2004 Museum Ludwig, Kolín nad Rýnem, Německo
- 2011 Kunstmuseum Wolfsburg, Německo

## Ocenění
Cartier-Bresson je držitelem mnoha ocenění a čestných doktorátů, toto je několik z nich:
- 1948: Overseas Press Club of America Award
- 1953: American Society of Media Photographers Award
- 1954: Overseas Press Club of America Award
- 1959: The Prix de la Société Française de Photographie
- 1960: Overseas Press Club of America Award
- 1964: Overseas Press Club of America Award
- 1974: Cena za kulturu Německé fotografické společnosti
- 1981: Grand Prix National de la Photographie
- 1982: Hasselblad Award
- 2006: Prix Nadar za fotografickou knihu Henri Cartier-Bresson: Scrapbook

## Výroky
- „S názvem ‚rozhodující okamžik‘ nemám nic společného. V pamětech kardinála de Retz jsem jednou našel větu: „Všechno na tomto světě má svůj rozhodující okamžik" …a když jsme (s vydavatelem) uvažovali o názvu mé knihy, on najednou povídá: „Proč ne třeba Rozhodující okamžik?" Sedělo to, a tak je teď ze mne takříkajíc plagiátor…[7]

- Ten „okamžik" je otázka soustředění. Je třeba se soustředit, myslet, dívat se, a to je všechno… Rozdíl mezi dobrým a průměrným snímkem je otázka milimetrů – tedy velice nepatrný rozdíl. Ale podstatný… Fotografování je pro mne požitkem. Být u toho. Je to, jako bych říkal: „Ano! Ano! Ano!"… Žádné „možná", „snad"… „Ano" je chvilka. Okamžik. Přítomnost. Znamená to být u toho. A jak nádherné je moci vyslovit to „Ano", …je to prohlášení.“[7][8]

- Fakta samotná nejsou zajímavá. Zajímavé je hledisko, z něhož se k nim přistupuje. (H. C. Bresson, 50. léta 20. století)[9]